# Wilhelm Schmidt (Politiker, 1839)
Wilhelm Schmidt (* 1839 in Eschbach (Usingen); † 27. Januar 1901 in Rod an der Weil) war ein deutscher Gast- und Landwirt sowie Mitglied des Provinziallandtages der Provinz Hessen-Nassau.

## Leben
Wilhelm Schmidt war ein Sohn des Eschbacher Schultheißen Johann Anton Schmidt und dessen Ehefrau Marie Margaretha Wagner. Er betrieb in Rod an der Weil eine Gast- und Landwirtschaft und übernahm 1873 die Leitung der dortigen Poststelle. Er war politisch aktiv und von 1870 an Mitglied des Kreistages Usingen und ab 1889 dort Mitglied des Kreisausschusses.
Von 1886 bis 1900 hatte er ein Mandat für den Nassauischen Kommunallandtag bzw. für den Provinziallandtag der preußischen Provinz Hessen-Nassau, wo er stellvertretendes Mitglied des Landesausschusses und Mitglied des Rechnungsprüfungs- und Wegebauausschuss war.